# Alexander Binder
Pour les articles homonymes, voir Binder.

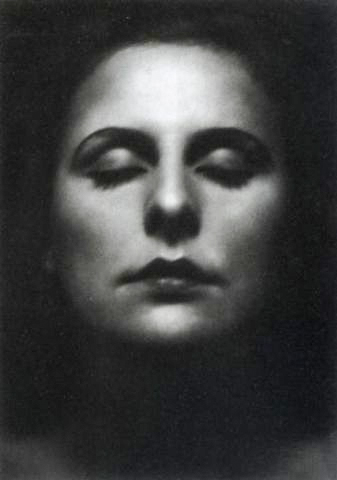
Portrait de Leni Riefenstahl par Alexander Binder.

Alexander Binder, né à Alexandrie en 1888 et mort à Berlin le 25 février 1929, est un photographe allemand connu pour ses portraits de célébrités allemandes, notamment celles du cinéma.

## Biographie
Alexander Binder étudia la photographie à la Staatliche Fachakademie für Fotodesign de Munich de 1908 à 1910 avant de partir pour Berlin où il ouvrit en 1913 un studio, l'Atelier für bildmäßige Porträt Photographie, d'abord dans la Motzstraße puis, à partir de 1915, dans la Kurfürstendamm. Il se spécialisa dans les portraits pour devenir, dans les années 1920, l'un des photographes les plus connus en Allemagne, et, dans les années 1930, son studio fut le plus important d'Europe. Il exposa aussi bien au Kunstgewerbemuseum de Berlin qu'à Londres.
Alexander Binder se focalisa sur la photographie de mode et le portrait de stars allemandes du cinéma muet : sa série de portraits de Lya de Putti, Leni Riefenstahl et Greta Garbo devint très connue. il publiait ses photos aussi bien dans les journaux les plus connus de l'époque que dans des revues d'art comme Monatsschrift für Photographie und Kinematographie ou Die Linse. Ses clichés étaient aussi utilisés dans un fabricant populaire de cartes postales, Ross Verlag.
Alexander Binder mourut prématurément en 1929. Ses employés poursuivirent l'activité de son atelier avant que les nazis ne le ferment en 1938.

## Portraits de Greta Garbo

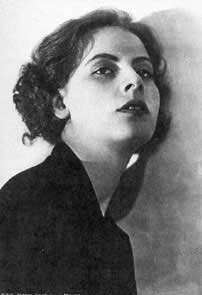
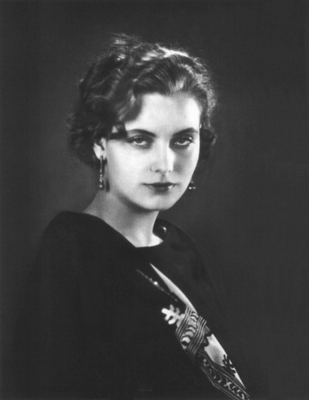
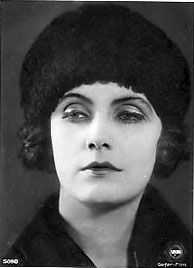
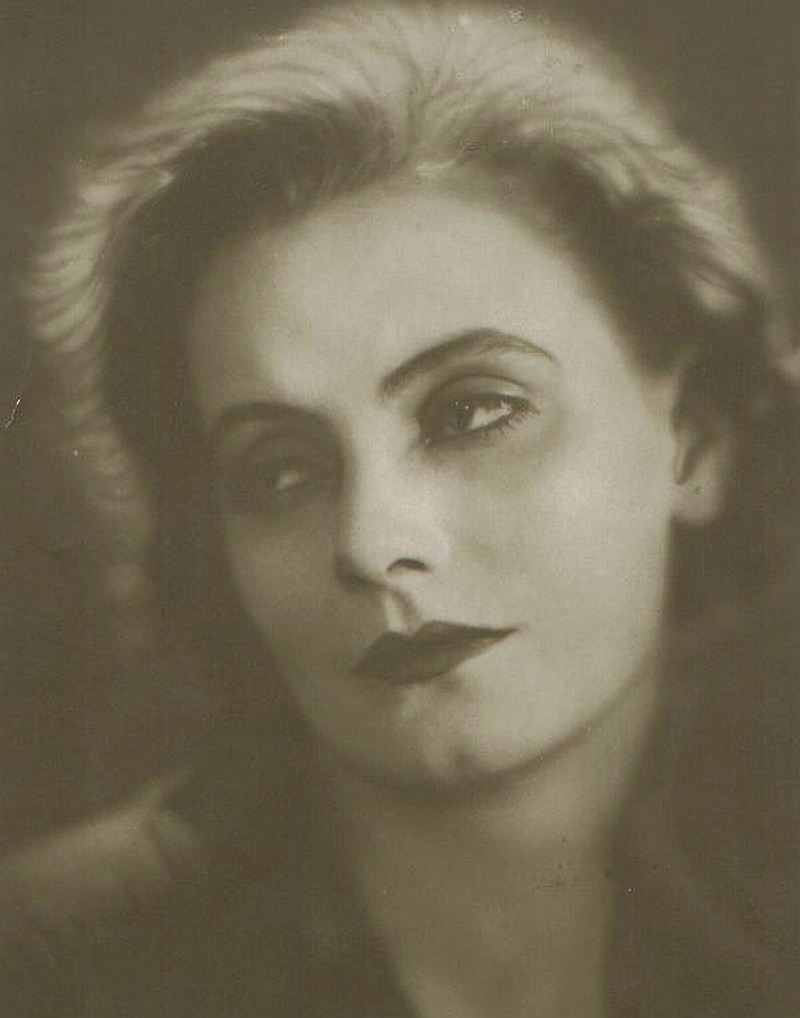
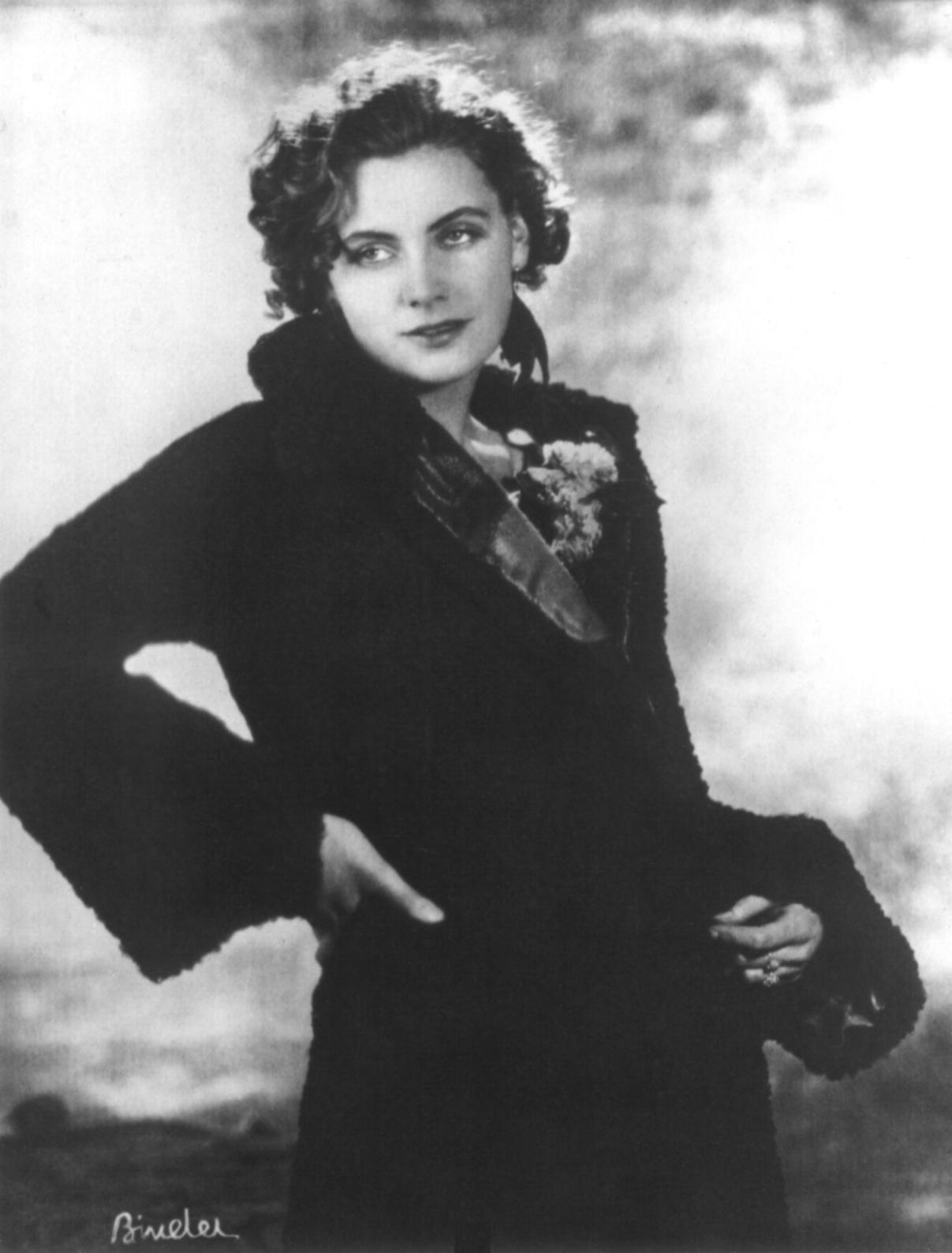

## Portraits de Lya de Putti

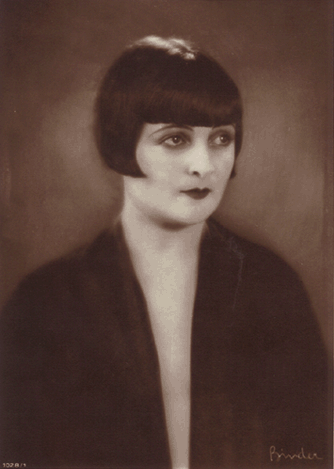
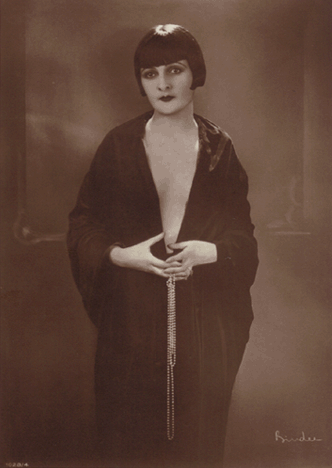
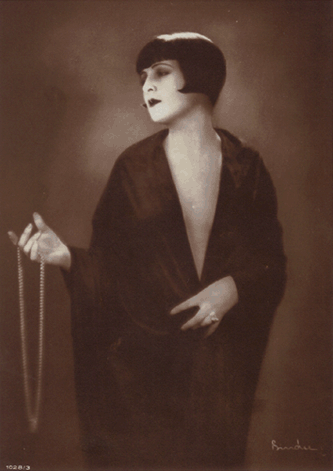
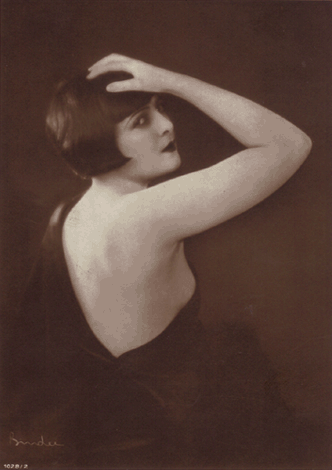

## Portraits d'actrices

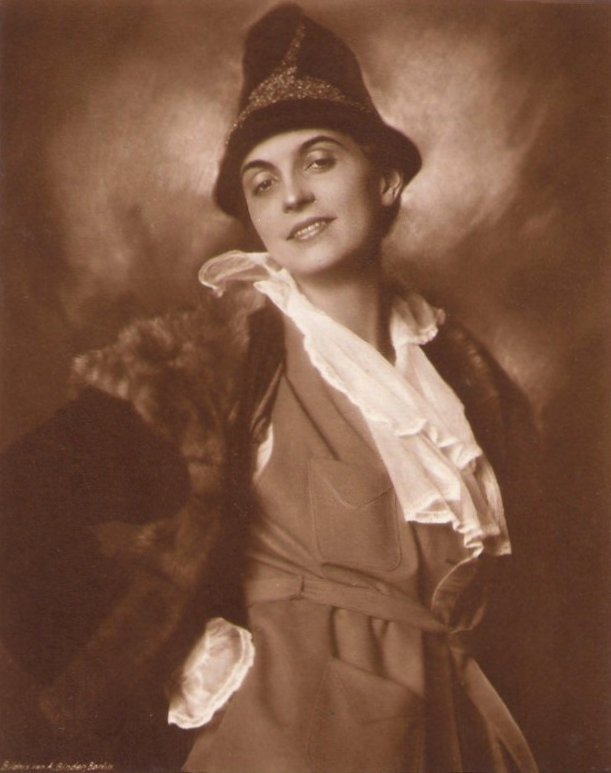
Erna Morena.
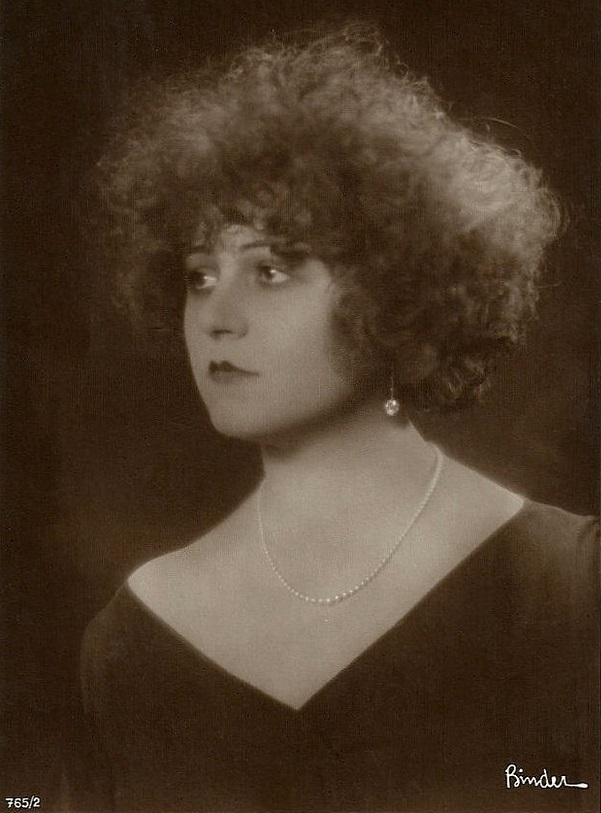
Hanni Weisse.
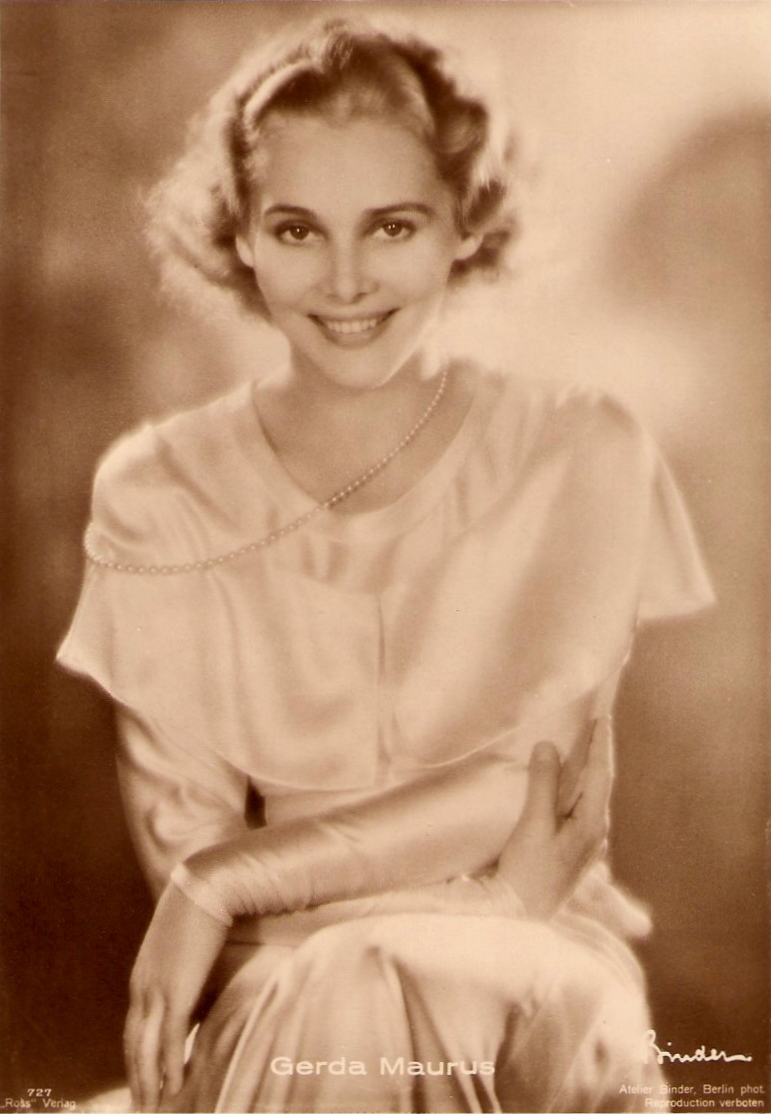
Gerda Maurus.
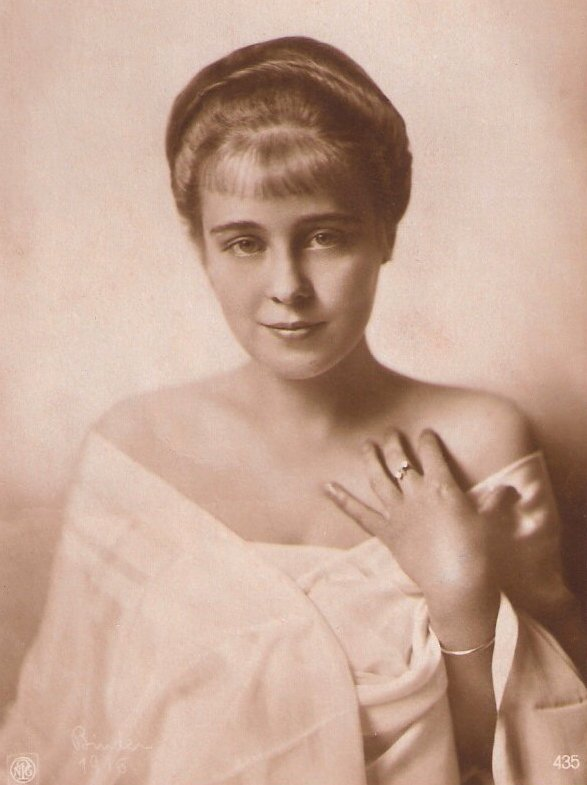
Käthe Haack.
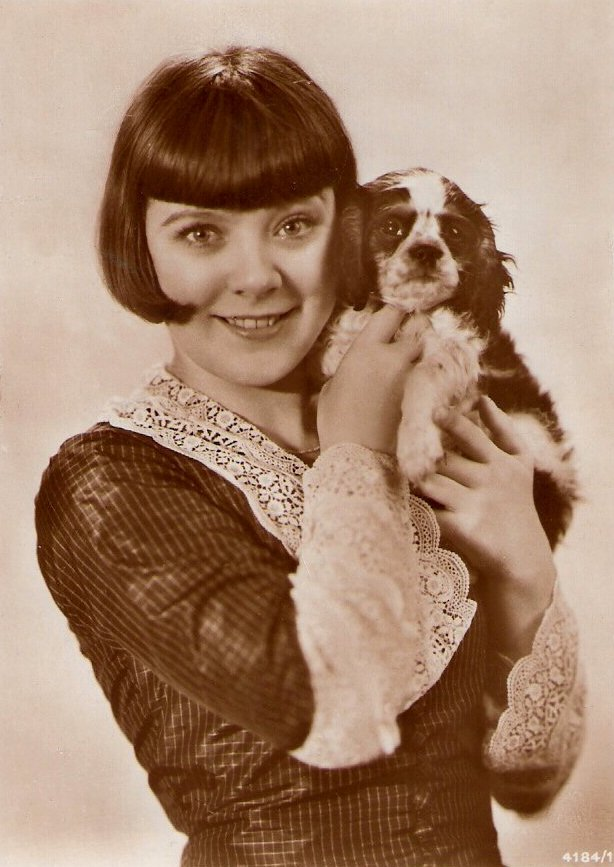
Truus van Aalten
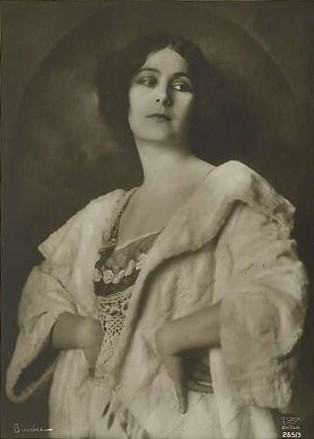
Lil Dagover.
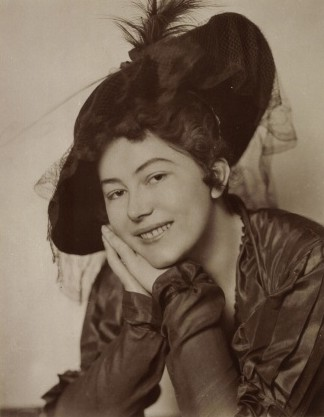
Mechthildis Thein.
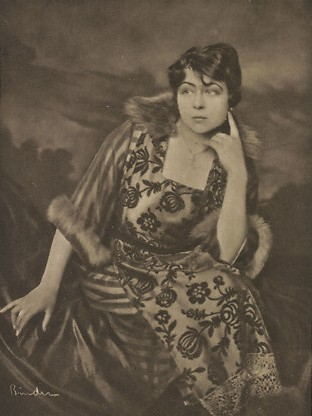
Esther Carena.

## Portraits d'acteurs

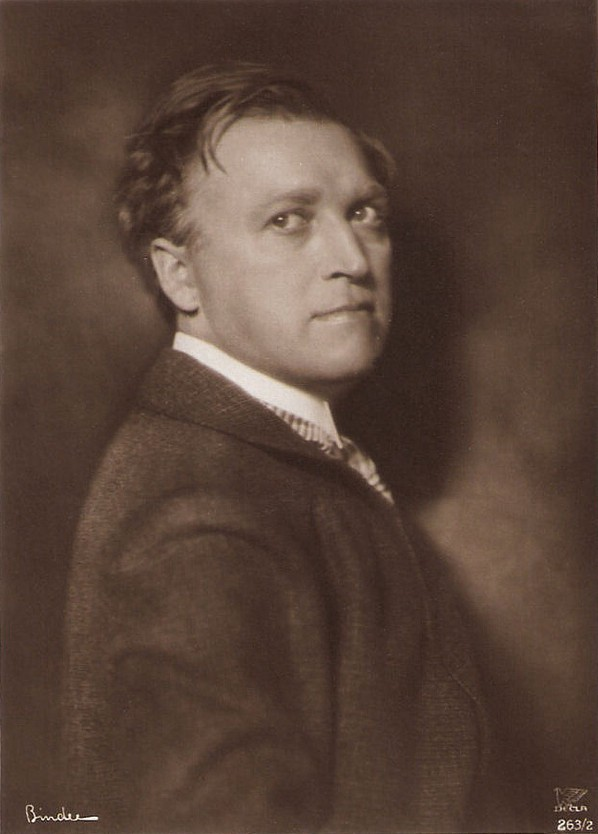
Werner Krauß.
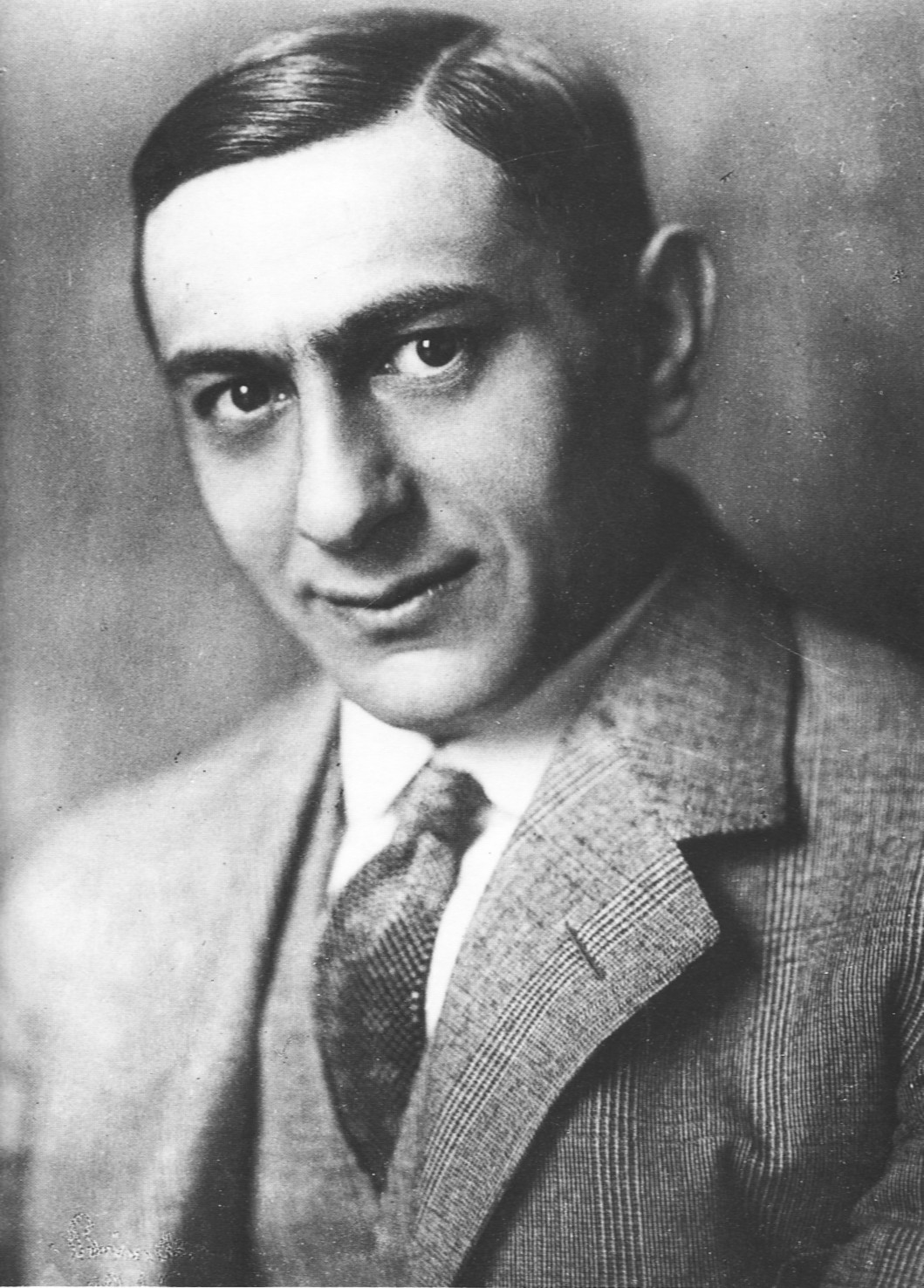
Ernst Lubitsch.
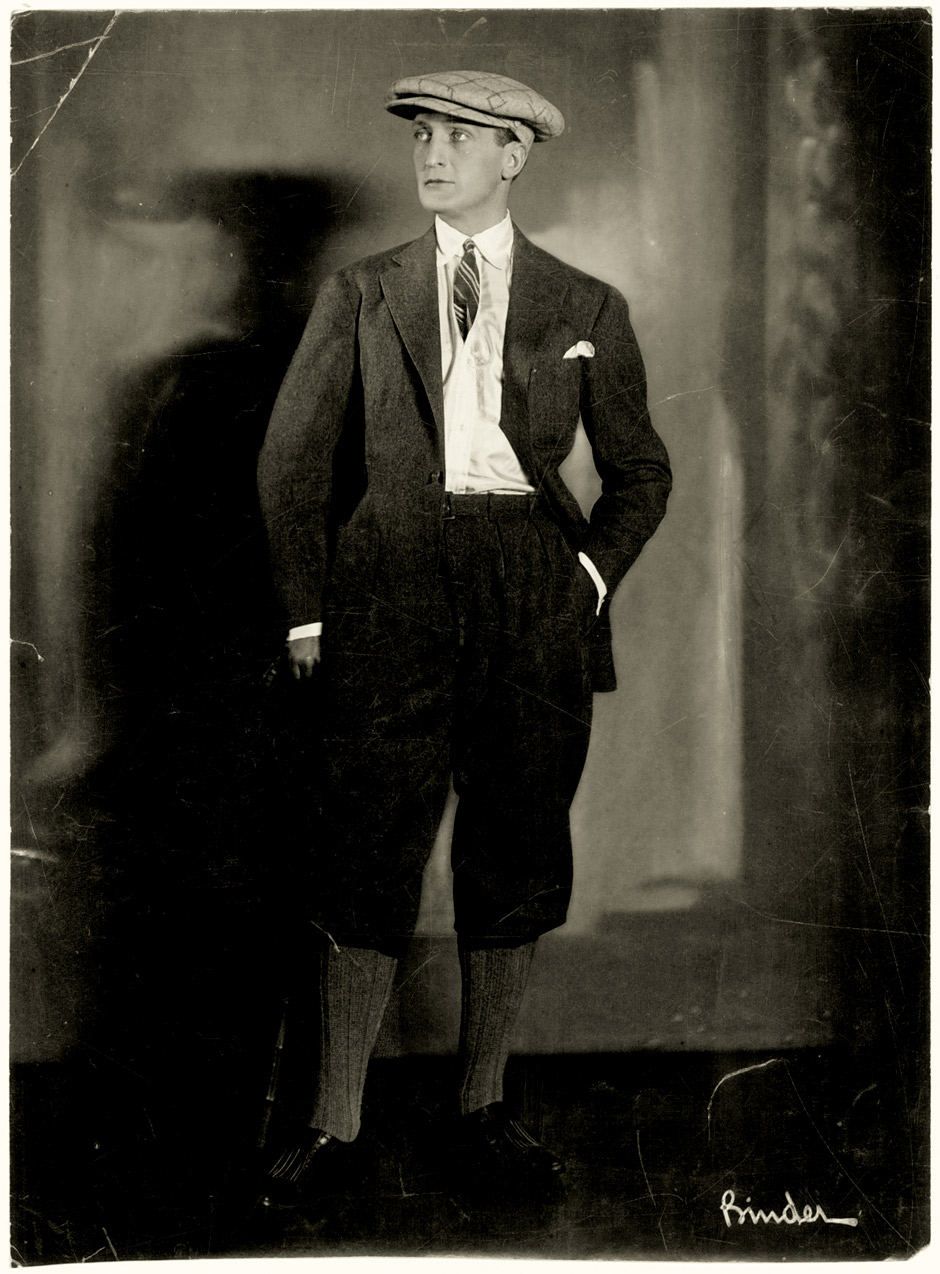
Hans Albers